# San Francisco de Cuapa
San Francisco de Cuapa è un comune del Nicaragua facente parte del dipartimento di Chontales. Questo comune è stato creato il 30 luglio 1997 e si trova nella sezione nord-est di Chontales. Prima di quella data, la città faceva parte del comune di Juigalpa. La sua superficie è di circa 277 km2 (107 miglia quadrate). L'attività commerciale principale è l'allevamento di bestiame e l'agricoltura. Il 99% della popolazione è cattolica. Il primo sindaco è stato Manuel Antonio Zelaya Meneses e il vice sindaco era Oscar Velasquez Gonzalez. Sono stati eletti nel 1997.

## Piedra de Cuapa
La Piedra de Cuapa (Roccia di Cuapa) o Monolito de Cuapa (Monolite di Cuapa) è un punto di riferimento prominente a San Francisco de Cuapa. Secondo una leggenda popolare nicaraguense, è abitato da un duende, o forse da un'intera famiglia di duendes. Secondo la leggenda, un duende si innamorò di una giovane donna di nome Flor, e rubò l'asino della sua famiglia, che posero sulla cima della Piedra. Alla fine, la famiglia riuscì a sconfiggere i duendes suonando musica ad alto volume.
Altre leggende locali includono un albero che si dice versi lacrime dai suoi rami a mezzanotte e la leggenda che qualsiasi uomo che si bagna in un luogo particolare sposerà una donna della zona e non la lascerà mai.